# Montefiore Conca
Montefiore Conca (Munt Fior in romagnolo) è un comune italiano di 2 302 abitanti della provincia di Rimini in Emilia-Romagna. Piccolo borgo dell'entroterra Riminese, un tempo era un importante avamposto dei Malatesta con una imponente rocca che domina dall'alto tutta la zona circostante.

## Geografia fisica
Il comune è situato nella zona meridionale della provincia, al confine con le Marche (provincia di Pesaro-Urbino). Il suo territorio, di circa 22 km², si estende sulle colline dell'Appennino tosco-romagnolo, adiacente alla Valconca. Il borgo si trova ad un'altitudine di 385 m s.l.m. distante 17 km da Cattolica e Gabicce Mare. Vicino è anche il confine di Stato con San Marino.

## Storia
La prima documentazione storica sull'abitato risale al 1136, quando Papa Innocenzo II dichiara che la chiesa di San Paolo è sotto la protezione Apostolica.
Nel 1320 Papa Giovanni XXII cedette Montefiore ai Malatesta. Nel 1371 furono censite le aree delle Marche e della Romagna, ciò permise di sapere che la popolazione di Montefiore ascendeva a 160 focolari.
Nel 1372 il controllo della signoria passa a Galeotto che poi lo darà al figlio Galeotto Belfiore (soprannominato con questo aggettivo per essere nato nella rocca di Montefiore).
Dopo la morte di Galeotto Belfiore (a 23 anni per un'epidemia) successe Carlo detto il Catone che sosteneva la Chiesa durante lo scisma d'Occidente.
Morto anche Carlo nel 1429 gli successe il nipote Roberto detto il beato.
Dopo la morte di Roberto (a 21 anni) subentrò il fratello Sigismondo Malatesta che regalò al suo territorio cultura, arte e prosperità. Poi l'inimicizia col Papa lo portò alla scomunica e alla sottrazione dei suoi territori, fra cui Montefiore.
Dal 1500 al 1503 fu sotto il dominio di Cesare Borgia.

Dal 1504 al 1505 fu sotto il dominio della Repubblica di Venezia. Dal 1506 al 1514 fu sotto il dominio della Santa Sede.

Nel 1797 entrò a far parte della Repubblica Cisalpina.

Nel 1815 fu inglobato dal Regno Italico di Napoleone.

Dopo il Congresso di Vienna tornò un possedimento della Santa Sede, inserita nella Legazione apostolica di Forlì.

Dopo la II Guerra d'Indipendenza (aprile-luglio 1859) entrò a far parte del Regno di Sardegna che, nel 1861, divenne Regno d'Italia.
Nel 1863 gli venne cambiato il nome in Montefiorito e solo nel 1917 venne rinominato Montefiore su proposta di Don Paolo Palmerini. La tradizione fa risalire tale toponimo a un'antica famiglia ebrea della zona, anche se pare più probabile che sia stato il nome del paese a ispirare quello della famiglia.

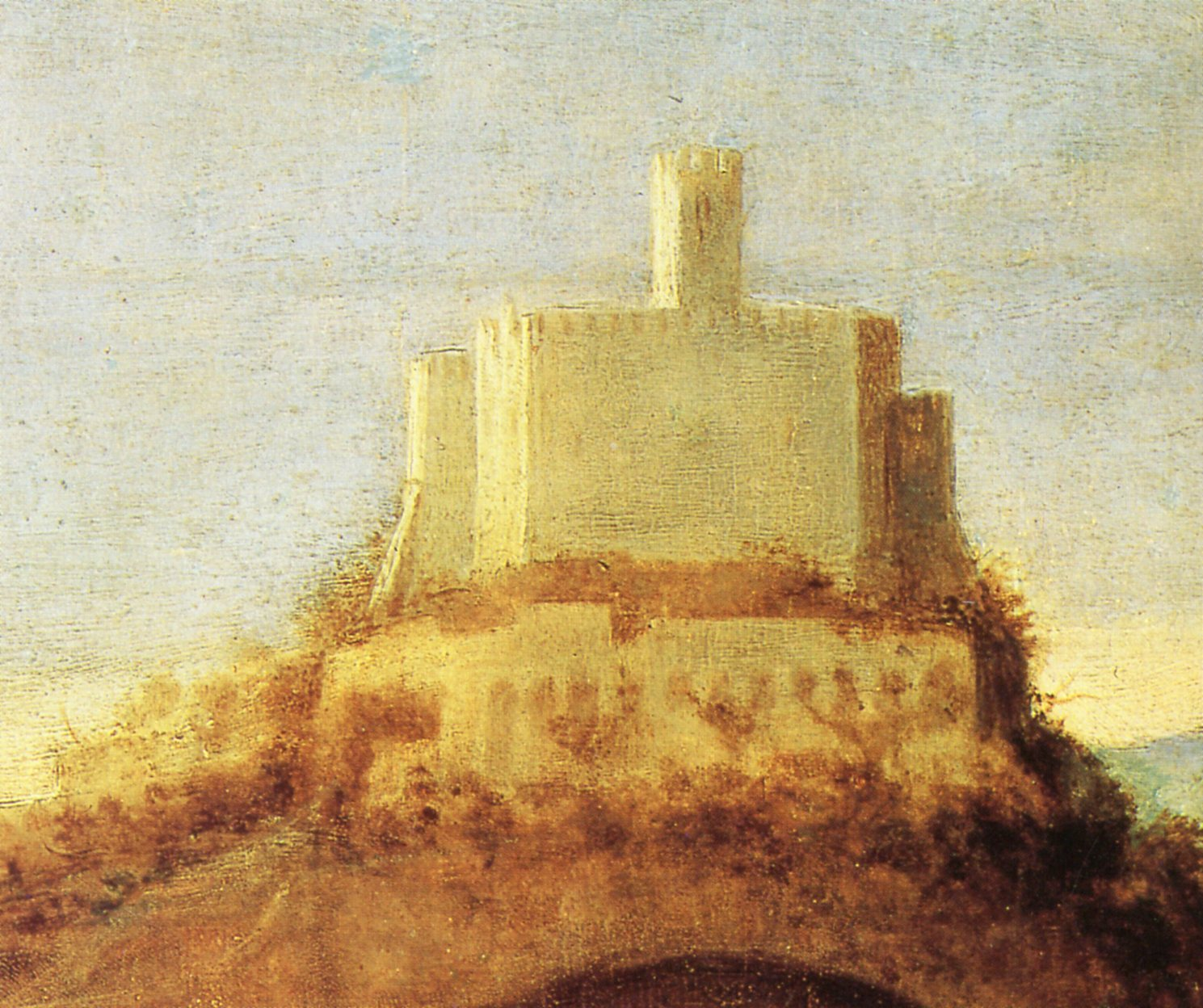
Particolare della Madonna con il Bambino dipinta da Giovanni Bellini, conservata alla National Gallery, Londra, con lo sfondo caratterizzato da un castello ispirato alla rocca di Montefiore.

## Monumenti e luoghi d'interesse

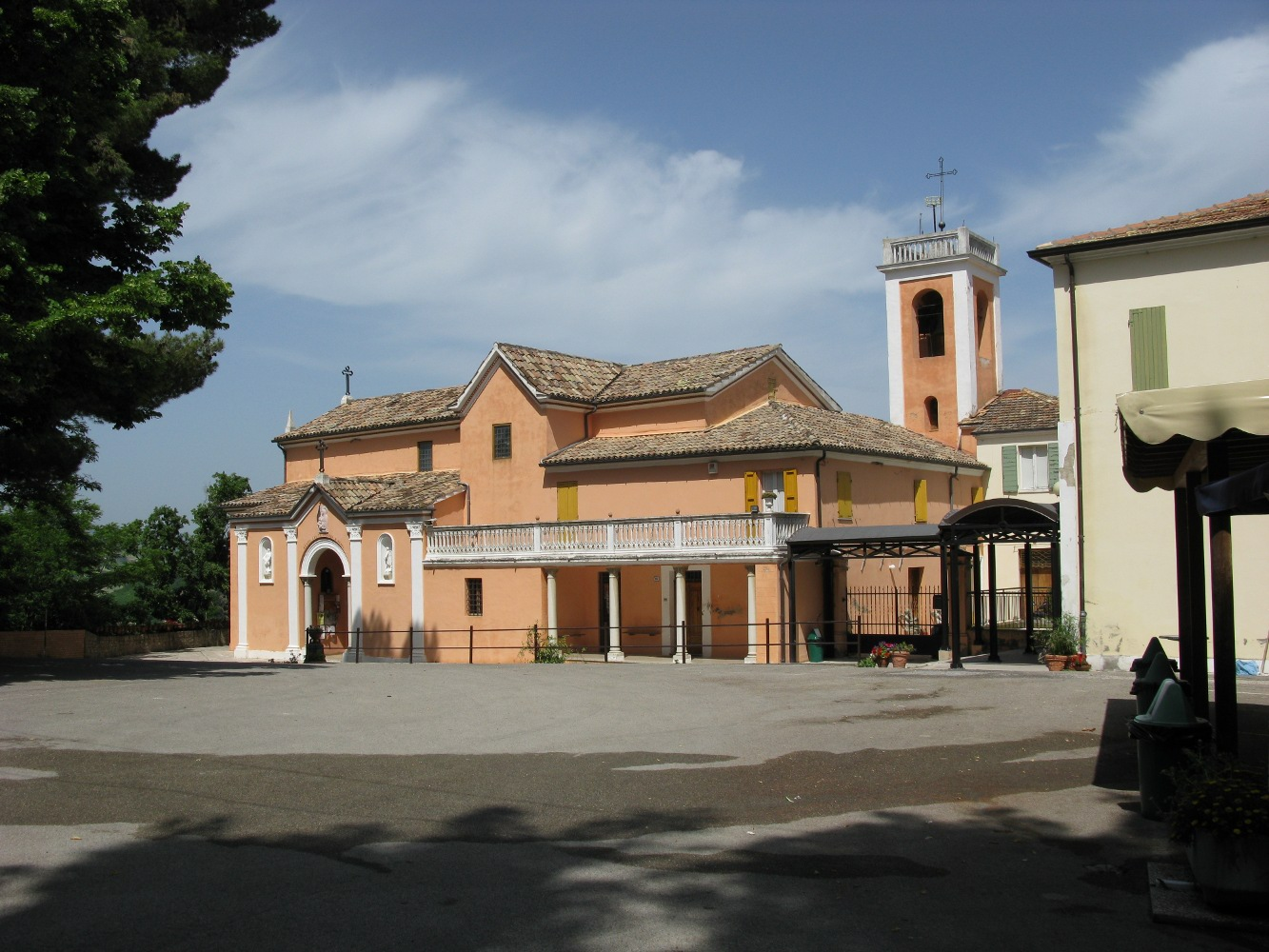
Santuario di Bonora

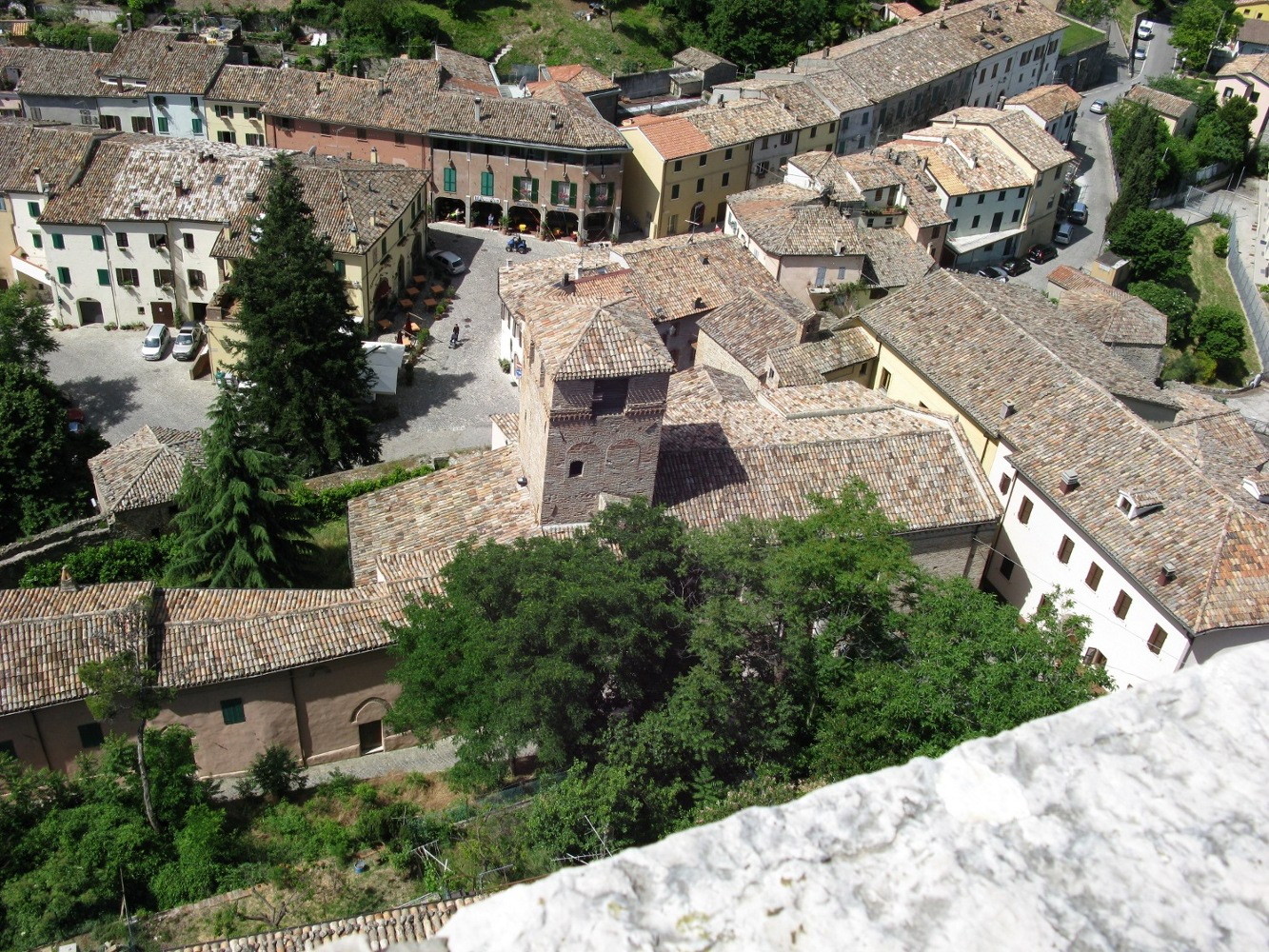
Scorcio del paese dall'alto della rocca

Montefiore Conca fa parte, assieme ad altri quattro comuni riminesi, del circuito dei Borghi più belli d'Italia. Alcuni edifici rilevanti:
- Rocca Malatestiana è un castello che risale alla metà del Trecento, ma recenti scavi archeologici (2006-2008) hanno ipotizzato che il complesso esistesse già nell'XI secolo. All'interno molte sale, su più piani, sono state allestite con arredi e oggetti di epoca rinascimentale. L'ultima rampa di scale porta all'enorme terrazzo, da cui si può abbracciare con lo sguardo tutta la Riviera romagnola, da Cattolica a Ravenna.

- La chiesa di San Paolo. Custodisce un crocifisso alto più di tre metri e mezzo con i quattro apici a stella;
- Il santuario della Madonna di Bonora, o Cella di Bonora, ospita un antico dipinto con la Madonna che allatta il figlio.

## Società

### Evoluzione demografica
Abitanti censiti

### Etnie e minoranze straniere
Secondo i dati ISTAT al 31 dicembre 2010 la popolazione straniera residente era di 159 persone. Le nazionalità maggiormente rappresentate in base alla loro percentuale sul totale della popolazione residente erano:
- Albania 35 1,57%

### Istituzioni, enti e associazioni
Nell'aprile 2010 ha preso vita l'associazione Malatempora con lo scopo di promuovere la conoscenza, la tutela, la valorizzazione, la fruizione delle risorse ambientali, storiche, culturali ed artistiche del territorio e della comunità.

## Cultura

### Musei
- Collezione permanente della Rocca Malatestiana

### Eventi e ricorrenze

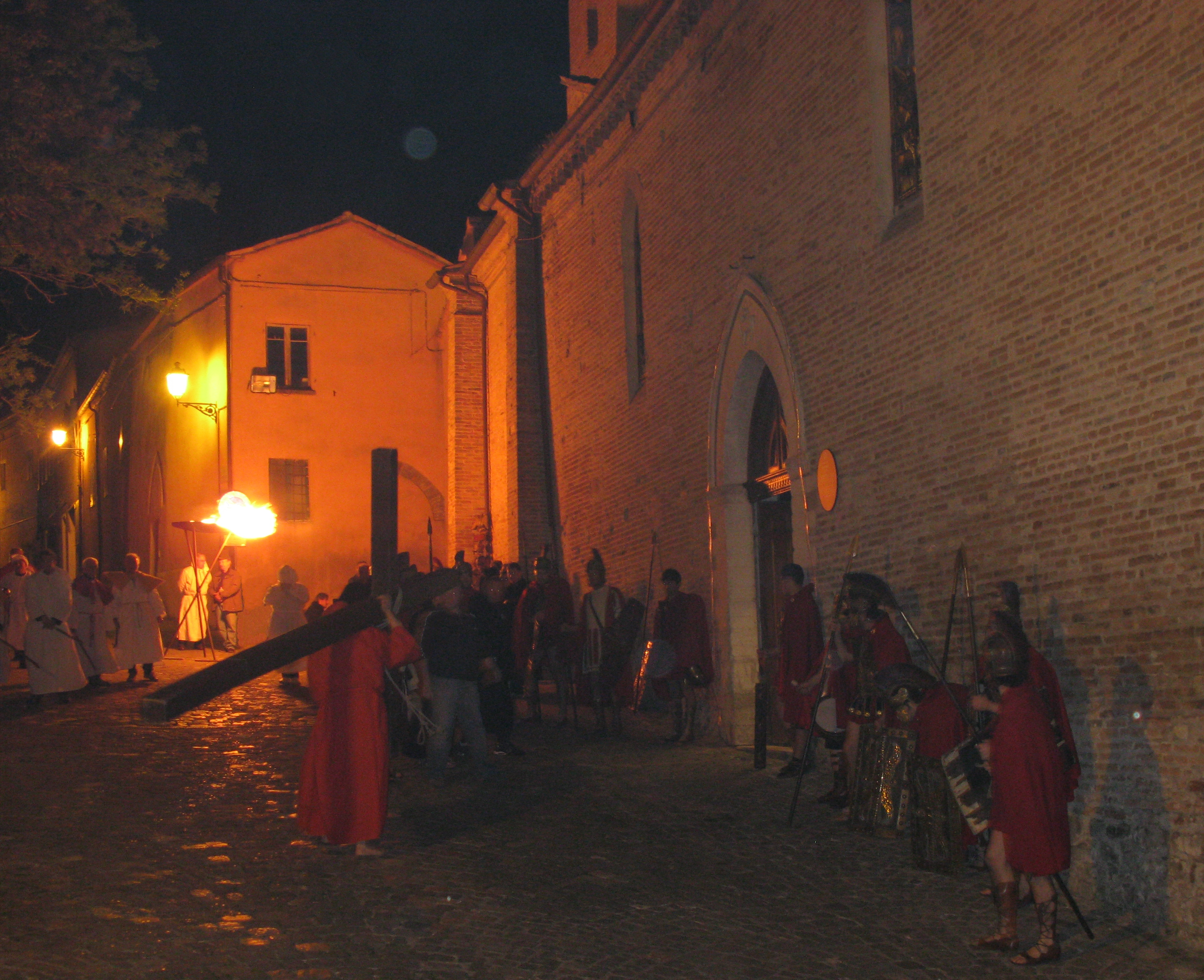
Secolare processione del Venerdì Santo.

- «Rocca di Luna Festival» (nel primo week-end del plenilunio di Luglio);
- Festa del MangiarSano (in ottobre), con mostra mercato di ortaggi e frutti antichi;
- Sagra della Castagna (tutte le domeniche di ottobre).
- Presepe vivente (in dicembre), in abiti d'epoca.
- Premio Letterario Montefiore.

### Eventi culturali
Il castello ospita regolarmente mostre d'arte contemporanea e rassegne musicali, tra cui il festival estivo "Montefiore all’Opera", che richiama visitatori da tutta la regione. Dal 2021 è stato inserito tra i Luoghi del Cuore FAI, grazie a un’iniziativa di valorizzazione sostenuta dal Comune e da associazioni culturali.

## Infrastrutture e trasporti
Il comune è attraversato dalla strada provinciale SP36.

## Amministrazione
Di seguito è presentata una tabella relativa alle amministrazioni che si sono succedute in questo comune.
| Periodo         | Periodo        | Primo cittadino  | Partito                              | Carica  | Note  |
| --------------- | -------------- | ---------------- | ------------------------------------ | ------- | ----- |
| 28 ottobre 1987 | 6 giugno 1990  | Mauro Monti      | Partito Comunista Italiano           | Sindaco | [ 9 ] |
| 6 giugno 1990   | 24 aprile 1995 | Claudio Battazza | PCI, poi PDS                         | Sindaco | [ 9 ] |
| 24 aprile 1995  | 14 giugno 1999 | Claudio Battazza | lista civica                         | Sindaco | [ 9 ] |
| 14 giugno 1999  | 14 giugno 2004 | Claudio Battazza | lista civica                         | Sindaco | [ 9 ] |
| 14 giugno 2004  | 8 giugno 2009  | Filippo Berselli | lista civica                         | Sindaco | [ 9 ] |
| 8 giugno 2009   | 26 maggio 2014 | Vallì Cipriani   | lista civica                         | Sindaco | [ 9 ] |
| 26 maggio 2014  | 26 maggio 2019 | Vallì Cipriani   | lista civica: Vallì Cipriani sindaco | Sindaco | [ 9 ] |
| 27 maggio 2019  | in carica      | Filippo Sica     | lista civica: Insieme per Montefiore | Sindaco | [ 9 ] |

### Gemellaggi
- Quartiere londinese di Hammersmith and Fulham, dal 2006[10]

## Sport

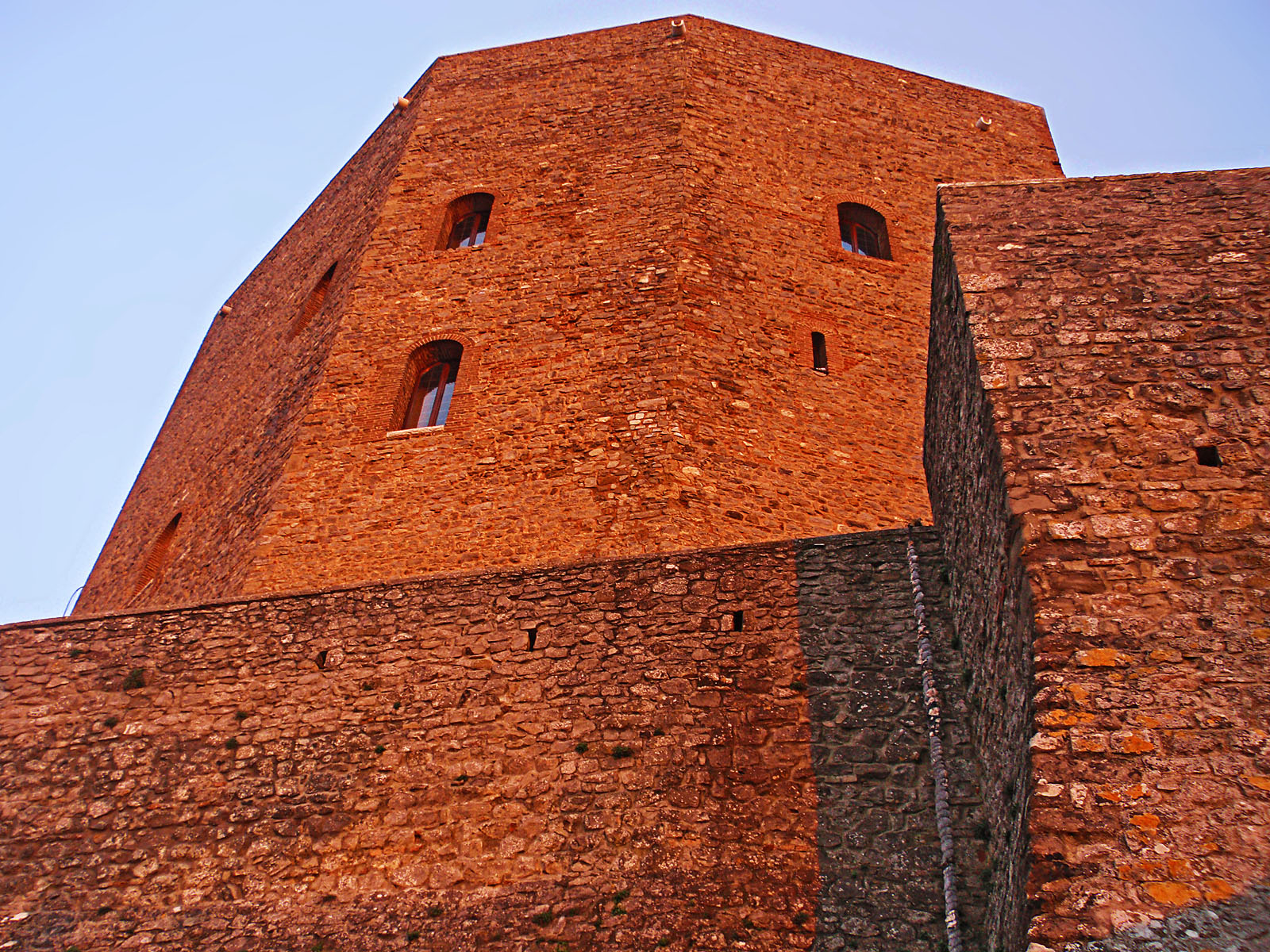
La Rocca

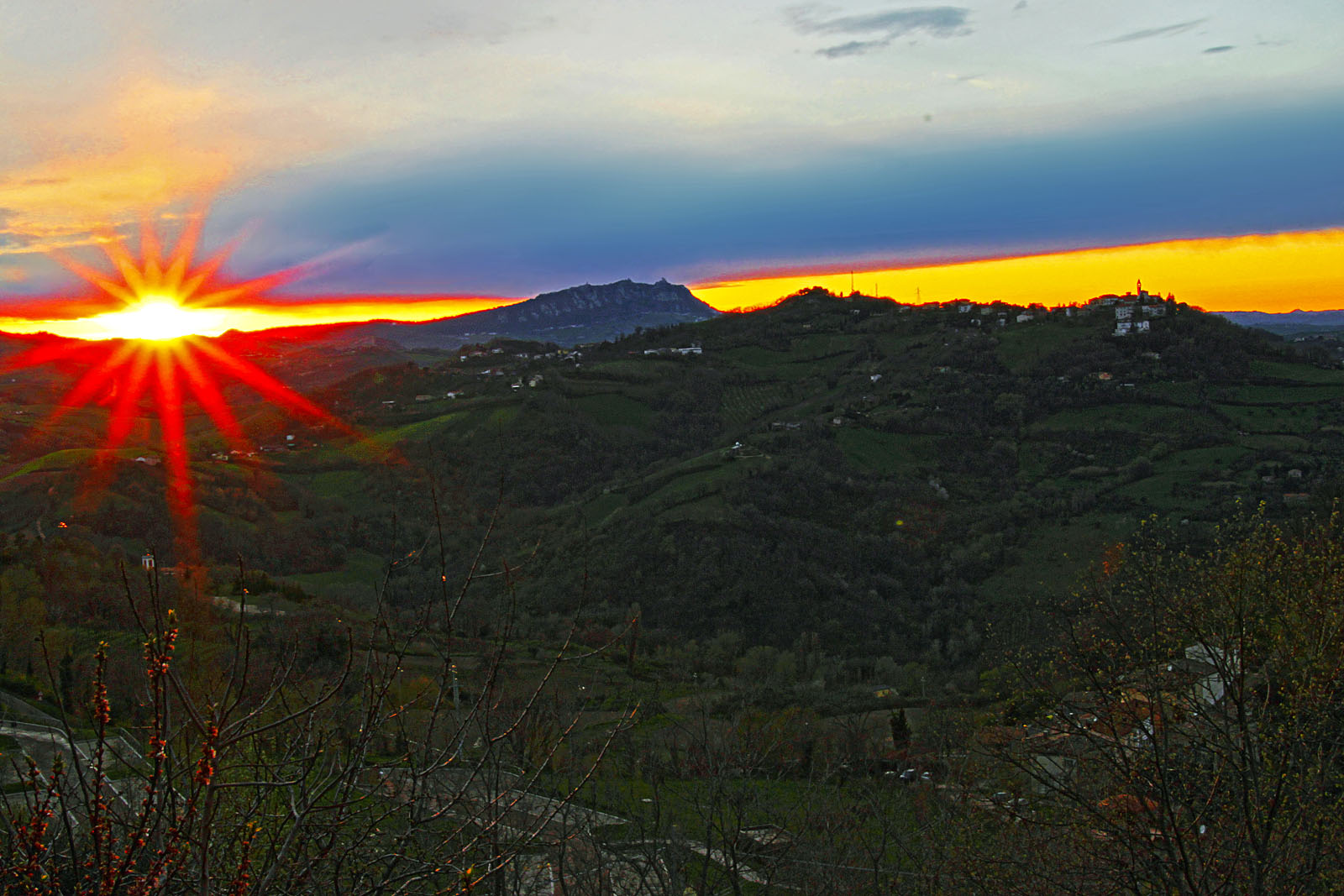
Tramonto

Dal 2000 l'evento sportivo principale è il Torneo di calcio a 5 "Città di Montefiore" organizzato da un gruppo di ragazzi montefioresi con la collaborazione della asd Montefiorese. 
La ASD Montefiorese è stata fondata nel 1986 e milita in 3ª categoria; i colori sociali sono giallo e rosso.
A Montefiore Conca ha sede la ASD Turbolenza che primeggia in sport estremi come skydiving, paracadutismo, extreme sports, swooping, Base jumping, shows, street wear.